# Stanisław Pawelczyk
Stanisław Pawelczyk (ur. 9 września 1935 w Lipie) – polski sinolog, tłumacz, dyplomata, konsul generalny w Szanghaju (1992–1996).

## Życiorys
Syn Juliana i Zofii. W 1954 ukończył Liceum Pedagogiczne w Ostródzie. Studiował w Instytucie Orientalistycznym Uniwersytetu Warszawskiego. Należał do Związku Młodzieży Polskiej. W latach 1956–1958 odbył specjalistyczny kurs językowy oraz uczęszczał na wykłady Wydziale Historii Uniwersytetu Pekińskiego.
We wrześniu 1960 rozpoczął pracę jako tłumacz w Wydawnictwie „Polonia”. Od 1961 do grudnia 1963 był redaktorem i zastępcą kierownika działu literackiego warszawskiego miesięcznika „Chiny”. Od  stycznia 1964 do kwietnia 1967 kierował działem w miesięczniku „Kontynenty”. Publikował tłumaczenia z języka chińskiego.
W maju 1967 rozpoczął pracę w Ministerstwie Spraw Zagranicznych (MSZ). W okresie rewolucji kulturalnej, od maja 1967 do grudnia 1971 pełnił funkcję attaché ds. prasowych, a następnie II sekretarza Ambasady w Pekinie. Od stycznia 1972 do stycznia 1975 był ekspert i starszym ekspertem ds. chińskich w Departamencie II MSZ w Warszawie. Od stycznia 1975 do sierpnia 1979 ponownie w Ambasadzie w Pekinie, na stanowisku I sekretarza. Od września 1979 był starszym ekspertem, a od stycznia 1981 do lutego 1982 radcą ministra w gabinecie Ministra Spraw Zagranicznych. Od 4 maja 1984 do 8 marca 1988 był radcą-ministrem pełnomocnym Ambasady w Nowym Delhi. W latach 1992–1996 pełnił funkcję konsula generalnego RP w Szanghaju. 
W 1974 wstąpił do Polskiej Zjednoczonej Partii Robotniczej. Był członkiem egzekutywy podstawowej organizacji partyjnej przy Ambasadzie w Pekinie (1977–1979), POP przy MSZ (1981) oraz komitetu zakładowego przy MSZ (1981–1983), a także inspektorem w Kancelarii Sekretariatu Komitetu Centralnego PZPR (1982–1984). 